# キ33 (航空機)
三菱 キ33
- 用途：戦闘機
- 分類：戦闘機
- 設計者：堀越二郎[1]
- 製造者：三菱重工業
- 運用者：大日本帝国陸軍
- 生産数：2機
- 運用状況：不採用・退役

キ33は、第二次世界大戦前に試作された日本陸軍の戦闘機である。設計・開発は三菱重工業。九五式戦闘機の後継機として、中島、川崎との競作になったが、中島のキ27（後の九七式戦闘機）に審査で敗れ不採用となった。

## 概要
1935年（昭和10年）に陸軍は九五式戦闘機の後継機の試作を中島・三菱・川崎に指示した。当時三菱では九六式艦上戦闘機と九六式陸上攻撃機の実用化が大詰めの状態で新型機を新規設計する余裕がなかったため、キ18の改良型を製作することにした。またキ18開発時の陸軍の対応への不満から、陸軍機に対する開発意欲自体が消極的であったとも言われる。
既存の機体の改良のため開発期間は短く、1936年（昭和11年）8月には試作第1号機が完成した。基本的形態はキ18と同じであったが、エンジンがやや強力なハ1に換装されていた。また試作2号機には、主翼に捩り下げが付けられた。同年11月から翌年4月にかけて3社の試作機の審査が行われ、キ33は総合的には優秀な成績を示したが運動性能が他社の機体よりもやや劣ったために、結局中島のキ27に敗れ不採用となった。

## スペック
- 全長： 7.54 m
- 全幅： 11.00 m
- 全高： 3.19 m
- 主翼面積： 16.0 m2
- 自重： 1,132 kg
- 全備重量： 1,462 kg
- エンジン： ハ1甲 空冷9気筒エンジン 620HP×1
- 最大速度： 475 km/h
- 航続距離：
- 実用上昇限度：
- 武装： 7.7mm機関銃×2
- 乗員： 1 名